# زوونک (استان ماسوویان)
زوونک (به لهستانی:  Dzwonek) یک روستا در لهستان است که در گمینا چروین واقع شده‌است. زوونک ۳۲۰ نفر جمعیت دارد.